# Google Desktop
Google Desktop — программа для поиска в электронной почте, файлах, музыкальных файлах, изображениях, чатах, а также в просмотренных в браузере веб-страницах. Позволяет сделать поиск нужных файлов мгновенным (в отличие от встроенных средств Microsoft Windows), сортировать результаты по релевантности и другим параметрам, видеть цитаты из найденных файлов. Ранее программа называлась Google Desktop Search. В 2011 году компания Google заявила о закрытии сервиса. Программа лишилась поддержки и стала недоступна для скачивания 14 сентября 2011 года.

## Индексация
При первом запуске программы Google Desktop индексирует доступные для поиска файлы. В настройках программы можно задать папки, исключаемые из индексации. В дальнейшем программа «на лету» индексирует содержимое открываемых файлов.

## Поддерживаемые форматы
- E-mail
  - Google Mail
  - Microsoft Outlook
  - Microsoft Outlook Express
  - Netscape Mail
  - Mozilla Mail
  - Mozilla Thunderbird
- История браузеров
  - Microsoft Internet Explorer
  - Netscape / Mozilla Firefox / Mozilla Suite
  - Google Chrome
- Документы Microsoft Office
  - Word
  - Excel
  - PowerPoint
- Мессенджеры
  - AOL Instant Messenger
  - Google Talk
  - MSN Instant Messenger
- Другие форматы
  - PDF

Также можно добавить поддержку других форматов с помощью плагинов.

## Возможности программы

### Панели
Включает в себя панели для вывода различной информации, например:
- Scratch Pad — для вывода заметок.
- Фото — для показа фотографий в режиме слайд-шоу
- Новости — выводит заголовки последних новостей Google News
- Быстрый просмотр — история просмотренных веб-страниц.

### Дескбар
Поле для ввода условий поиска прямо в панели задач, результат отображается в виде меню, полный список результатов можно открыть в браузере.

### Окно быстрого поиска
При двойном нажатии клавиши Ctrl открывается плавающее окно быстрого поиска.

### Гаджеты
В 4 версии программы появились так называемые гаджеты — плавающие окошки, например индикатор зарядки батарей компьютера или часы. Их можно прикреплять к боковой панели, подобной включённой в Windows Vista. Версии под Mac OS X и Linux не включают боковую панель и гаджеты, для этих ОС они вынесены в отдельный пакет Google Gadgets.

## Плагины
С помощью плагинов можно расширить количество поддерживаемых форматов поиска, добавить собственные панели, а также расширить функциональность программы.

## Проблемы
- Не поддерживается логическое OR
- Google Desktop позволял выполнить произвольный код на компьютере, на котором он установлен, через устранённую позже уязвимость в Microsoft Windows NT, связанную с обработкой формата WMF.
- Нет возможности использовать результаты индексирования одного компьютера с другого в рамках локальной сети без посредничества Интернет-серверов Google.

## Аналоги
Google Desktop — не первая программа, индексирующая содержимое файлов на локальном диске для быстрого поиска.
Свободные
- Beagle
- Doodle (Desktop Search Engine)
- Strigi
- REM
- Recoll

Собственнические
- Copernic Desktop Search
- Microsoft Desktop Search
- Yandex Search
- Похожими функциями обладает русская коммерческая программа «Архивариус 3000».